# Orion 3
Orion 3 Je zrušená mise nové kosmické lodi Orion. Loď měla nahradit americké raketoplány, které ukončily svůj provoz v roce 2010. Měla být vypuštěna raketou Ares I z floridského kosmodromu KSC z rampy LC-39B.

## Plán mise
Orion 3 se má stát prvním nepilotovaným letem NASA od dob stárnoucích raketoplánů. Loď se bude schopna spojit s Mezinárodní vesmírnou stanicí. Zatím není určena lokalita přistání lodi, to se však pravděpodobně odehraje v Tichém Oceáně nebo na pevnině u základny Edwards AFB v Kalifornii.
Loď je součástí programu Constellation, který má dopravit člověka ke stanici ISS, znovu na Měsíc a případně i do vzdálenějších oblastí sluneční soustavy.

## Ares I
Raketa Ares I bude nejpravděpodobněji nosičem této mise. V prvním stupni bude pětisegmentový motor SRB na tuhé pohonné látky odvozený od startovacího motoru současného raketoplánu, ve druhém stupni pak bude motor J-2X. Na něm bude umístěna vlastní loď Orion a ještě výše záchranný systém LAS, který odnese kabinu v případě havárie do bezpečí.